# جیانلوکا فراری
جیانلوکا فراری (انگلیسی: Gianluca Ferrari؛ زادهٔ ۳۰ ژوئن ۱۹۹۷) بازیکن فوتبال اهل آرژانتین است که هم‌اکنون در باشگاه فوتبال گودوی کروز، از باشگاه‌های حاضر در لیگ برتر فوتبال آرژانتین به‌عنوان مدافع میانی مشغول به فعالیت است.
از باشگاه‌هایی که در آن بازی کرده‌است می‌توان به باشگاه ورزشی سن لورنسو آلماگرو اشاره کرد.

## دوران حرفه‌ای
دوران حرفه ای فراری در ایتالیا آغاز شد و این مدافع در تیم‌های جوانان اسکاندیچی حضور داشت. در آن زمان او به باشگاه فوتبال لاتینا قرض داده شد. در سال ۲۰۱۶، فراری انتقال به سری دی باشگاه فوتبال موته‌کانتینی را تکمیل کرد. او در ۲۳ بازی یک گل زد و فصل را به همراه تیمش، با عنوان دهم به پایان رساند.
فراری مجبور شد در سال ۲۰۱۷ به دلیل مشکلات بوروکراتیک به آرژانتین بازگردد. در اوت ۲۰۱۷، فراری به سن لورنزو از پریمرا دیویزیون آرژانتین پیوست. اولین بازی حرفه‌ای او در ۷ اکتبر در لیگ مقابل باشگاه فوتبال بانفیلد انجام شد.
در ژانویه ۲۰۲۰، فراری به مدت ۱۸ ماه بدون گزینه خرید به گودوی کروز قرض داده شد. در ۱۰ فوریه ۲۰۲۱، فراری بخشی از قرارداد مبادله بین سن لورنزو و گودوی کروز شد و جلیل الیاس در ازای ۷۰ درصد مبلغ ارزش انتقال فراری، به سن لورنزو رفت.

## زندگی شخصی
برادر بزرگ‌تر جیانلوکا فراری، فرانکو، نیز فوتبالیست حرفه‌ای است.